# 西川のりお
西川 のりお（にしかわ のりお、1951年〈昭和26年〉5月12日 - ）は、日本の漫才師である。本名は北村 紀夫（きたむら のりお）。吉本興業所属。茨城県坂東市のねぎ大使でもある。愛称は「のりやん」「笑いの暴走機関車」。奈良県吉野郡川上村生まれ、大阪府大阪市都島区育ち。血液型はA型。

## 来歴
大阪市立桜宮中学校、大阪工業大学高等学校（現在の常翔学園高等学校）機械工学科卒業。高校時代は応援団員として活動し、大きな独特のダミ声はその時から磨いていた。
高校卒業前に西川きよしに入門した。入門の契機はきよしと喋ってもらえるという理由であった。ある日同級生と株主優待券を使って花月劇場に横山やすし・西川きよしを見に行った際に面白半分で野次を飛ばしたところ、きよしから「なんや君！後で楽屋に来い」と言われ、扱われたと思っていい気になっていた。舞台の後に出待ちで待っていた際に、のりおに気づいたきよしは本気で野次を飛ばすなと怒りながら注意しているのに対し、のりお本人は自分を意識していると勘違いして意気揚々になっていた。これがきよしとの出会いとなる。その後もきよしの楽屋をしばしば訪れ、きよしに呆れられながらも顔を覚えられた。このアマチュア時代のきよしとのりおの関係は、どちらかといえば半ば友達か腐れ縁の様な付き合いで、きよしに何度も反逆して手のかかる弟子だったと、のりおは回顧している。一方、本格的に弟子入りした後は、非常に厳しい内弟子修行を行っている（後述）。
こうしたアマチュア時代から毎日放送ラジオ「ヤングタウン」のオーディションを受け、頭角を現していた。
きよしの内弟子となり、同級生と「淀公一（のりお）・公二」という名の漫才コンビを結成し、ケーエープロダクション所属の漫才コンビとして梅田トップホットシアターでデビューした。その後相方の脱退で1970年11月、「横中バック・ケース」を結成し、横中バックとして売れない下積み時代を過ごす（名前の由来は横山エンタツ・花菱アチャコの＜横＞、中田ダイマル・ラケットの＜中＞を足して屋号にした）。その後、再度淀公一として北京二とコンビを結成した。また礼儀作法に厳しい師匠のきよしに嫌気が差し、「もうやめさせてもらいますわ。」と言ってしまう。きよしからは「ほな帰れ！！」と言われ、「帰りますわ！」と反抗し、実家に逃げ込んだことがある。のりおは自身の両親に、弟子修行を辞めた事に対して休暇を与えてくれたと言って嘘をついていた。1年ほどきよしのもとを離れていたある日、きよしから自宅に電話がかかり、のりおの両親が挨拶と同時になんば花月で出番だったきよしに土下座をして謝罪しに行ったという事で、のりお自身は許されていなかったが、後に許されるようになり、弟子として再び戻ることになった。この事は自身の両親が亡くなってから判明したとの事。その後も何度も破門になりながらも弟子修行を続け、程なくして「西川」という屋号を与えられた。
横中バック・ケース時代の破天荒な高座は伝説となっており、初代B&Bの団順一（放送作家の萩原芳樹）や太平サブロー・シローらは、「それは凄い芸やった」と回想している。出だしに自作のアカペラソング「漫才は楽しいな」を披露した。本筋では相方のケースを舞台から放り投げたり、緞帳にぶら下がってはそれを引きずり下ろす。また、センターマイクにかじり付いてフードを噛み破り、「そんなことしたら感電するで」とたしなめる相方に対して「俺はもうしびれてるんじゃ！」と叫びやり返す。クイズネタでは無茶苦茶な質問を相方にふっかけた後、困惑した相方が「なんの関係があるんや」と返答すると、「その答えを待ってたんや！」と相方の両頬に往復ビンタをぶちかますなどして、新開地にあった神戸松竹座や、新世界の新花月の劇場関係者を困らせていた。しかも、観客の受けは悪く、舞台袖から観ている芸人仲間達の方が楽しんでいた。
1975年1月、元B&Bの上方よしお（当時の芸名は上方真一）と「西川のりお・上方よしお」を結成。やす・きよ、ザ・ぼんち、島田紳助・松本竜介らとともに1980年代前半の漫才ブームの地位を築いた。松本竜介（晩年は竜助）の「竜介」という芸名は自分（のりお）が考えたと2006年4月2日の竜助の通夜の席で話している。
その後『オレたちひょうきん族』にレギュラー出演し、ぼんちおさむと共に独特の暴走キャラでひょうきん族になくてはならない存在となる。主に「ツッタカ坊や」「つくつくほーし」「西川のりおとフラワーダンシングチーム（コント赤信号とヒップアップのメンバーと共に。後に彼らによるオリジナルソングまで作られた（フラワールームより愛を込めて））」「オバQ（テレビゲームのりおとにらめっこ）」、「天下御免の向う傷、ポンっ！（旗本退屈男）」などが代表的なギャグ。ひょうきんベストテン（ザ・ベストテンのパロディ）では沢田研二役を演じることが多かった。
2004年6月27日に全国有数のねぎの産地でもある茨城県岩井市（現在の坂東市）からねぎ大使に任命される。
2005年1月24日、吉本の後輩で新聞詠み（しんもんよみ）河内音頭家元の河内家菊水丸と共に、東京・渋谷のNHK放送センター前の路上でゲリラライブを行い、海老沢勝二NHK会長（当時）を痛烈に批判する『怒りの河内音頭』を披露した。
2015年5月16日、税金の無駄遣いを解消する大阪都構想に対して「今、大阪府で5.3兆円、大阪市で2.9兆円、計8兆円以上の借金を抱えています。普通の会社だったらとっくに倒産してますよ。その原因である“二重行政”をなくせば、税金の無駄遣いが減るのは明らか。変えなければ今のまま。借金は増えつづけ、府民税、市民税がさらに上がる。そんなんいいわけないでしょ？」「橋下さんが主張しているように、大阪府と大阪市の二重行政がこのまま続けば、大阪は間違いなく衰退していきます」と主張した。また、大阪維新の会の橋下徹に対して「都構想が決まれば、大阪市解体まで市長をやり、その後“大阪都知事”を3期ぐらいはやらんとダメ。」という希望を述べた。

## 人物
若い頃は場の空気をうまく読めずに自滅してしまうことが多く、芸人仲間やファンを泣かせた。横山やすしがそうであったように、芸人としてのキャラクターがそのまま本人の性格と誤解されがちだが、ラジオレギュラー番組『MBSヤングタウン』の相談コーナー（「のりおの人生大船任せなさい!」）などではテレビとは異なる人柄を見せ、ある日リスナーから死にたいという電話に心配し、親切にそのリスナーの自宅まで訪問し、自殺を思いとどまるように説得し慰めていた。
『オレたちひょうきん族』では彼のキレ芸がエスカレートし過ぎて、収録中にしばしば股間を出していたが、番組放送当時の『フライデー』にその写真が掲載されて、以降はそのような行為を控えるようになった。『EXテレビ大阪』の企画『弟子志願公開審査』でも、いつもののりおと違い非常に厳しい眼で志願者に辛口のコメントを贈っている（「僕に就いたところでね、教えられることはそないあらへんで」）ことにも、説得力はあるとされる。弟子に厳しいのりおもまた、西川きよしの厳しい修行を乗り越えて一人前になった人物である。
きよしの参議院議員引退の際、「政治を勉強した上で、ゆくゆくは後継者になりたい」と参院選出馬への意欲をスポーツ新聞で語ったことがある。雑誌「アサヒ芸能」で政治コラム「西川のりおの橋下維新ウォッチング」を連載したこともある。
アニメ『じゃりン子チエ』では、一貫して主人公の一人である竹本テツ役を演じている。のりおはテツ役を、自身のライフワークであり、監督の高畑勲が死去した際には『人生ナンバーワンの当たり役」としている他、同作品が終了した1997年には「大阪の寅さんのような作品だった」と述べている。アフレコでは高畑からの度重なるダメ出しでリテイクを出すことが多かったためにチエ役の中山千夏から『なんでこんな簡単なんができひんねん!』とつっこまれるなど、まるでリアルなテツとチエのやりとりもあったという。

## 弟子

### 直弟子
- 西川小のり（吉本興業所属後、松竹芸能へ移籍）
- のりはじめ（廃業）
- のりのり（後の松原ボソボソ。廃業し吉野家の店員となる）
- 西川小ざる（元々は桂きん枝=現在の4代小文枝の弟子で落語家時代の芸名は桂きん八。元なにわ突撃隊のメンバー）
- 石井大輔

### 付き人
- トミーズ健
- 桂きん太郎

2人とも付き人として修業をし、芸を磨いた。

## ギャグ
- オーーメン!
- ホーホケキョ!

『THE MANZAI』に、のりお・よしおで初出演した際に披露した、いわば出世ギャグである。ガラガラ声のままでこのフレーズを繰り出すのが最大の特徴である（主として「僕小さいころはね、『ウグイス坊や』って呼ばれてたんですわ」といった前振りのあとに）。
- ツクツクボーシ!
- パッ! 天下ご免の向こう傷、パッ! 拙者早乙女、パッ! 主水之介!!
- ばかぁーー(フラワーダンサーズの中央で)
- ツッタカター!（ツッタカ坊や、オレたちひょうきん族で生まれたギャグ。リズムのソースはディズニーランドのミッキーマウスマーチに由来）
- ラッタッター!
- 奥さん、1度使ってみませんか?
- 奥さん、見なはれ見なはれ（体の一部分を指差しながら。「えぇ仕事しまっせぇ」と付け加えることもある）
- 奥さん、ええ仕事しまっせ
- のりおちゃん、ポーン!
- ぼん、ぼんじゃございやせんか！（映画『無法松の一生』の主人公・松五郎の台詞）
- 冗談は 　よせっ!
- 大きなお世話やー!（大きなお世話だー!）
- 誰が沢田研二やねん!
- とてもとても
- ピカチュー
- ありがとうごぜぇますだ
- まかせなさい!

元々、若井ぼん・はやとのぼんが使い始めたギャグ。ただし、のりおだけではなく、横山やすしや笑福亭鶴光など、当時の上方芸人は好んでこのギャグを用いていた。盗作ではなく、いわば競作である（のりおが高血圧で倒れた時、ぼん・はやとが見つけ救助した。のりおは「ぼん・はやとの兄さんは命の恩人ですねん」と語っている）。
- ビックリ、クリ、クリ、クリッ、クリー

元々、後輩芸人浜根隆の持ちネタ。『ライオンのごきげんよう』に出演した際、唐突に使用。のりおの目論見ではスタジオは引いてしまうはずで、そこで「面白くないでしょ、これ吉本の浜根って芸人のギャグなんですわ」と言って話を膨らますつもりであった。が、司会の小堺一機が大ウケ、すかさず「のりおさん、それ新しいギャグですか?」と畳み掛けられたため、引っ込みがつかなくなり思わず「はい」と答えてしまったもの。オンエア後、浜根に謝罪したところ「どんな形にせよ、自分のギャグが世に出るのは嬉しい」と使用を快諾してくれたので、しばらく継続して使用していた。浜根も2002年、このギャグでCM出演を果たしている（チロル栗チョコ）。
- シャッターバリバリ、シャッターバリバリ、今日はもう閉店でっせ!

80年代中盤の一時期、ラジオ番組などで使用していたギャグ。トーク中に都合の悪いことを聞かれると、両手でシャッターを降ろすジェスチャーをしながら言う。
- 東京ドームに針を刺すと、バーン!

1988年の東京ドーム開場後、漫才でしばらく行なっていたネタである。「バーン!」で大声を出して客を驚かせる。
- 特定のフレーズではないが、話を脈絡なく飛ばしながら一人で延々と喋り続け、相方のよしおを翻弄するギャグも得意である。

## 出演番組

### テレビ番組
現在の出演番組
- 西川のりおの人間政治家に迫る!!（BS11デジタル）（毎月最終日曜日）

過去の出演番組
- 全日本そっくりショー
- オレたちひょうきん族（フジテレビ系）
- 笑っていいとも（フジテレビ系、1984年10月 - 1985年3月※木曜日担当）
- オールスター感謝祭（TBS系）[6]
- のりおの歌うヒット笑!（フジテレビ系）
- どんぶり5656（読売テレビ）
- 今夜なに色?（読売テレビ）
- 本気でライバル（フジテレビ系）
- クイズとっても偉人伝（テレビ東京）
- クイズGoGoZ（MBSテレビ）
- 今夜は最高!（日本テレビ）
- のりノリ天国（サンテレビほか）
- のりお・よしおのジョーダンはよせ!（ABCテレビ）
- 人生クイズ 冠婚葬祭（テレビ朝日）
- 意地悪ばあさん 第27話「ゼイタクは敵ですか?の巻」（1982年、フジテレビ） - 青田のりお 役
- おさわがせ剣士 赤胴鈴之助（1985年、フジテレビ）
- 遠山の金さんⅡ（1985年、テレビ朝日）
- 松本清張の絢爛たる流離 第4話 年上令嬢の危険な誘惑（1987年、テレビ朝日）
- 吉野物語（1988年、読売テレビ）
- ○爆ワイド（1989年10月　-　1990年3月、関西テレビ）-　金曜日MC
- ネプリーグ
- 大人の自由時間「西川のりおの言語道断」（BS11デジタル、月曜日、2007年12月〜2009年6月）
- 世にも奇妙な物語 秋の特別編 「どつきどつかれて生きるのさ」（2008年、フジテレビ）
- P-1ゴールドラッシュ（テレビ大阪）大阪地区ローカル ナレーター&ブレーン
- 銀玉王（サンテレビ他）準レギュラー&ブレーン
- シャキーン!（NHK教育テレビ）（きっちり奉行→きっちり裁判官→鬼Tube赤鬼→小学50年生のりおくん→小学51年生のりおくん）

### ラジオ番組
現在の出演番組
- ますだおかだ増田のラジオハンター!（朝日放送ラジオ、2022年9月1日 - ） - 「今週のハンター!」（13時台のコーナー）に、「メディアハンター」→「お笑いハンター」という肩書で月に1回程度出演。

過去の出演番組
- 日産ミュージック・ギャラリー ポップ対歌謡曲（朝日放送）[1]
- 安部ロク・のりおの土曜はノリのり（朝日放送）
- MBSヤングタウン（毎日放送、日曜日）[1]
- さてはトコトン菊水丸（毎日放送、金曜月1回ゲスト）
- 本気でほんま!西川のりおです（ラジオ大阪）
- スーパーギャング（TBS、火曜日）
- のりおの雑談倶楽部（TBS）
- 西川のりおの過激にアタック!（文化放送）
- 西川のりおのタングショー（中部日本放送）

### アニメ
映画
- じゃりン子チエ 劇場版（竹本テツ[7]）

テレビ
- じゃりン子チエ（竹本テツ[8]）
  - チエちゃん奮戦記 じゃりン子チエ（竹本テツ[9]）

### テレビドラマ
- ナニワ金融道 パート1（1996年、フジテレビ） - 甲守安夫 役
- 白い巨塔 (1990年のテレビドラマ)(1990年､テレビ朝日) - 亀山君子(第一外科病棟婦長)の夫 役

### 映画
- ビッグマグナム 黒岩先生（1985年）樺沢征一役
- 必殺! ブラウン館の怪物たち（1985年、必殺シリーズ）土方歳三役
- ゴルフ夜明け前（1987年）土方歳三役
- ラッコ物語（1987年）悪太郎役（声の出演）
- ドン松五郎の大冒険（1987年）ハンググライダーのコーチ役
- クレイジーボーイズ（1988年）矢部勝政役
- 難波金融伝 ミナミの帝王 スペシャル劇場版（1995年）
- 朱花の月（2011年、河瀬直美監督）

### CM
- 大日本除虫菊（金鳥）
  - 金鳥マット（掛布雅之、たこ八郎と共演）
  - どんと（桂文珍と共演。『ちゃっぷいちゃっぷい、どんとぽっちい』は流行語になった）
  - サッサ
- ライオンルック（淡谷のり子と共演）
- 大川商店 田舎こんにゃく
- カラカミ観光 定山渓ビューホテル（1985年）
- ハウス食品 花さぬき（1985年、河合奈保子と共演）
- ニッポン食品 ビーフチップス（1988年）
- 任天堂 ファミリーコンピュータ ロボット
- ナムコ さんまの名探偵、ファミリーマージャン、デジタル・デビル物語 女神転生
- 月桂冠 2003年「うるおい3000円プレゼント」キャンペーンテーマ曲

映像のかわいいキャラクターとのギャップのある歌声で話題になった。
- ポルトヨーロッパ和歌山県にあるリゾート施設。
- エピックレコードジャパン T.M.Revolution「CLOUD NINE」TV-CFジェ

### 吹き替え
映画
- ビートルジュース（ビートルジュース〈マイケル・キートン〉）
- ビートルジュース ビートルジュース（“死後の世界のコールセンター”に苦情を入れてくる顧客[10]）

## レコード
- 『ガンバレたこ焼きタイガース』（B面:『北国へ』1982年11月5日、ポリスター）
- 『おじさんの気持ちも知らないで〜哀愁のシイタケ族〜』[11]（B面:『泣いてる人へ』1984年、ポニーキャニオン）
- 『県別性格判断』（B面:『ここだけの話』1985年、ポリドール）

## 主な著書
- 「オカン」（第20回読売ヒューマンドキュメンタリー大賞優秀賞、第29回秋田実賞を受賞したエッセイ）

2000年9月3日、讀賣テレビ放送（関西ローカル）でテレビドラマ化。主演は天童よしみ。21.6%（ビデオリサーチ調べ）という高視聴率を記録した。
- 『まかせなさい―西川のりお主義』双葉社 赤丸　1984
- 『大きなお世話だ―ソラあんたシャレならんで!』ワニブックス 1985
- 『大阪・タイガース―おっさん頭の線切れた』データハウス 1985
- 『ジョーダンはよせ―恐怖の芸能界ワルのり大作戦』ワニブックス、1985
- 『のりおの事件簿』データハウス、1985年12月21日。
- 『のりおのゼニはこう貯めるんや!―1千万はすぐ手にできる』羊書房 1988
- 『西川のりおの銭ゲバの美学―こう貯めるんや,こう使うんや』ベストセラーズ ワニの本　1990
- 『オレの銭かえせ!!―バブル崩壊西川のりお大爆発』データハウス 1992
- 『オトンとオカン』東京書籍、2002年
- 『続・オトンとオカン』東京書籍、2002年

亡き父と母の思い出を綴った。
- 『オカン』徳間文庫 2005
- 『付き人』ロコモーションパブリッシング　2006
- 『橋下徹はなぜ大阪で独裁政治ができるのか?』ヨシモトブックス 2012

共著
- 『女はホーホケキョ』上方よしお共著 レオ企画 1981